# Storbritannien i olympiska sommarspelen 2008
Storbritannien i olympiska sommarspelen 2008 bestod av 311 idrottare som blivit uttagna av Storbritanniens olympiska kommitté.

## Badminton
- Huvudartikel: Badminton vid olympiska sommarspelen 2008

| Namn                         | Gren           | 32-delsfinal                     | 16-delsfinal                       | 8-delsfinal                          | Kvartsfinal                  | Semifinal        | Final            | Final            |
| Namn                         | Gren           | Resultat                         | Resultat                           | Resultat                             | Resultat                     | Resultat         | Resultat         | Plats            |
| ---------------------------- | -------------- | -------------------------------- | ---------------------------------- | ------------------------------------ | ---------------------------- | ---------------- | ---------------- | ---------------- |
| Andrew Smith                 | Singel, herrar | Koukal (CZE) W 10-21 21-12 21-15 | Zwiebler (GER) L 16-21 21-13 21-17 | Gick inte vidare                     | Gick inte vidare             | Gick inte vidare | Gick inte vidare | Gick inte vidare |
| Tracey Hallam                | Singel, damer  | Yip (HkG) W 21–15 2–17           | Ludíková (CZE) W 21–18 21–13       | Huaiwen (GER) L 7–21 10–21           | Gick inte vidare             | Gick inte vidare | Gick inte vidare | Gick inte vidare |
| Gail Emms, Donna Kellogg     | Dubbel, damer  | N/A                              | N/A                                | Chien, Cheng (TPE) L 19–21 13–21     | Gick inte vidare             | Gick inte vidare | Gick inte vidare | Gick inte vidare |
| Anthony Clark, Donna Kellogg | Mixed          | N/A                              | N/A                                | He, Yu (CHN) L 15–21 8–21            | Gick inte vidare             | Gick inte vidare | Gick inte vidare | Gick inte vidare |
| Gail Emms, Nathan Robertson  | Mixed          | N/A                              | N/A                                | Zheng, Gao (CHN) W 21–16 16–21 21–19 | Lee, Lee (KOR) L 19–21 12–21 | Gick inte vidare | Gick inte vidare | Gick inte vidare |

## Boxning
- Huvudartikel: Boxning vid olympiska sommarspelen 2008

| Tävlande           | Viktklass       | Sextondelsfinal                                | Åttondelsfinal                                 | Kvartsfinal                                    | Semifinal                                      | Final                                          |                                                |
| Tävlande           | Viktklass       | Motståndare Resultat                           | Motståndare Resultat                           | Motståndare Resultat                           | Motståndare Resultat                           | Motståndare Resultat                           |                                                |
| ------------------ | --------------- | ---------------------------------------------- | ---------------------------------------------- | ---------------------------------------------- | ---------------------------------------------- | ---------------------------------------------- | ---------------------------------------------- |
| Khalid Yafai       | Flugvikt        | N/A                                            | Laffita (CUB) L 3–9                            | Gick inte vidare                               | Gick inte vidare                               | Gick inte vidare                               | Gick inte vidare                               |
| Joe Murray         | Bantamvikt      | Yu (CHN) L 7–17                                | Gick inte vidare                               | Gick inte vidare                               | Gick inte vidare                               | Gick inte vidare                               | Gick inte vidare                               |
| Frankie Gavin      | Lättvikt        | Startade ej - Uppnådde inte viktgränsernas mål | Startade ej - Uppnådde inte viktgränsernas mål | Startade ej - Uppnådde inte viktgränsernas mål | Startade ej - Uppnådde inte viktgränsernas mål | Startade ej - Uppnådde inte viktgränsernas mål | Startade ej - Uppnådde inte viktgränsernas mål |
| Bradley Saunders   | Lätt Weltervikt | Neequaye (GHA) W 4–2 (KO)                      | Vastine (FRA) L 7–11                           | Gick inte vidare                               | Gick inte vidare                               | Gick inte vidare                               | Gick inte vidare                               |
| Billy Joe Saunders | Weltervikt      | Kilicci (TUR) W 14–3                           | Banteaux (CUB) L 6–13                          | Gick inte vidare                               | Gick inte vidare                               | Gick inte vidare                               | Gick inte vidare                               |
| James DeGale       | Mellanvikt      | Hikal (EGY) W 13–4                             | Estrada (USA) W 11–5                           | Artayev (KAZ) W 8–3                            | Sutherland (IRL) W 10–3                        | Bayeaux (CUB) W 16–14                          |                                                |
| Tony Jeffries      | Lätt tungvikt   | Bye                                            | Alvarez (COL) W 5–5 (PTS)                      | Szello (HUN) W 10–2                            | Egan (IRL) L 3–10                              | Gick inte vidare                               |                                                |
| David Price        | Supertungvikt   | N/A                                            | Timurzijev (RUS) W 2–2 (RSC)                   | Jakšto (LTU) W 3–1 (RSCI)                      | Cammarelle (ITA) L 1–11 (RSCH)                 | Gick inte vidare                               |                                                |

## Bågskytte
- Huvudartikel: Bågskytte vid olympiska sommarspelen 2008

- Herrar

| Namn                                      | Gren         | Rankingrunda | Rankingrunda | 32-delsfinal                  | 16-delsfinal                  | 8-delsfinal                  | Kvartsfinal      | Semifinal        | Final            | Final            |
| Namn                                      | Gren         | Poäng        | Seed         | Resultat                      | Resultat                      | Resultat                     | Resultat         | Resultat         | Resultat         | Plats            |
| ----------------------------------------- | ------------ | ------------ | ------------ | ----------------------------- | ----------------------------- | ---------------------------- | ---------------- | ---------------- | ---------------- | ---------------- |
| Laurence Godfrey                          | Individuellt | 657          | 34           | Badjonov (RUS) (31) L 109–114 | Gick inte vidare              | Gick inte vidare             | Gick inte vidare | Gick inte vidare | Gick inte vidare | Gick inte vidare |
| Simon Terry                               | Individuellt | 670          | 7            | Hatava (FIN) (58) L 104–105   | Gick inte vidare              | Gick inte vidare             | Gick inte vidare | Gick inte vidare | Gick inte vidare | Gick inte vidare |
| Alan Wills                                | Individuellt | 661          | 21           | Nespoli (ITA) (44) W 103–98   | Galiazzo (ITA) (12) W 110–109 | Stevens (CUB) (28) L 104–108 | Gick inte vidare | Gick inte vidare | Gick inte vidare | Gick inte vidare |
| Laurence Godfrey, Simon Terry, Alan Wills | Lag          | 1998         | 5            | N/A                           | N/A                           | Kina (12) L 210–214          | Gick inte vidare | Gick inte vidare | Gick inte vidare | 12               |

- Damer

| Namn                                                | Gren         | Rankingrunda | Rankingrunda | 32-delsfinal                   | 16-delsfinal                | 8-delsfinal                 | Kvartsfinal      | Semifinal        | Final                              | Final            |
| Namn                                                | Gren         | Poäng        | Seed         | Resultat                       | Resultat                    | Resultat                    | Resultat         | Resultat         | Resultat                           | Plats            |
| --------------------------------------------------- | ------------ | ------------ | ------------ | ------------------------------ | --------------------------- | --------------------------- | ---------------- | ---------------- | ---------------------------------- | ---------------- |
| Charlotte Burgess                                   | Individuellt | 623          | 40           | Guo (CHN) (25) W 106–104       | Folkard (GBR) (8) L 96–110  | Gick inte vidare            | Gick inte vidare | Gick inte vidare | Gick inte vidare                   | Gick inte vidare |
| Naomi Folkard                                       | Individuellt | 651          | 8            | Abed Elaal (EGY) (57) W 107–95 | Burgess (GBR) (40) W 110–96 | Hayakawa (JPN) (9) L 97–106 | Gick inte vidare | Gick inte vidare | Gick inte vidare                   | Gick inte vidare |
| Alison Williamson                                   | Individuellt | 651          | 7            | Wei (TPE) (58) W 108–99        | Lorig (USA) (26) L 108–112  | Gick inte vidare            | Gick inte vidare | Gick inte vidare | Gick inte vidare                   | Gick inte vidare |
| Charlotte Burgess, Naomi Folkard, Alison Williamson | Lag          | 1925         | 2            | N/A                            | N/A                         | Bye                         | (7) W 201–196    | (3) L 202–208    | Bronsmatch Frankrike (5) L 201–203 | 4                |

## Cykling
- Huvudartikel: Cykling vid olympiska sommarspelen 2008

### BMX
| Cyklist       | Gren          | Seedning | Seedning  | Kvartsfinal | Kvartsfinal | Semifinal        | Semifinal        | Final            | Final            |
| Cyklist       | Gren          | Resultat | Placering | Resultat    | Placering   | Resultat         | Placering        | Resultat         | Placering        |
| ------------- | ------------- | -------- | --------- | ----------- | ----------- | ---------------- | ---------------- | ---------------- | ---------------- |
| Liam Phillips | Herrarnas BMX | 37.392   | 28        | 18          | 7           | Gick inte vidare | Gick inte vidare | Gick inte vidare | Gick inte vidare |
| Shanaze Reade | Damernas BMX  | 36.882   | 2         | N/A         | N/A         | 10               | 5                | REL              | 8                |

### Mountainbike
| Cyklist         | Gren                   | Tid     | Placering |
| --------------- | ---------------------- | ------- | --------- |
| Oli Beckingsale | Herrarnas mountainbike | 2:01:25 | 12        |
| Liam Killeen    | Herrarnas mountainbike | 2:00:14 | 7         |

### Landsväg
Herrar
| Cyklist         | Gren      | Tid        | Placering |
| --------------- | --------- | ---------- | --------- |
| Jonathan Bellis | Linjelopp | DNF        | -         |
| Steve Cummings  | Linjelopp | DNF        | -         |
| Steve Cummings  | Tempolopp | 1:05:07.91 | 11        |
| Roger Hammond   | Linjelopp | DNF        | -         |
| Ben Swift       | Linjelopp | DNF        | -         |

Nyckel: DNF=Did not finish (Avslutade inte)
Damer
| Cyklist      | Gren      | Tid      | Placering |
| ------------ | --------- | -------- | --------- |
| Nicole Cooke | Linjelopp | 3:32.24  |           |
| Nicole Cooke | Tempolopp | 37:14.25 | 15        |
| Sharon Laws  | Linjelopp | 3:33.17  | 35        |
| Emma Pooley  | Linjelopp | 3:32.55  | 23        |
| Emma Pooley  | Tempolopp | 35:16.01 |           |

### Bana

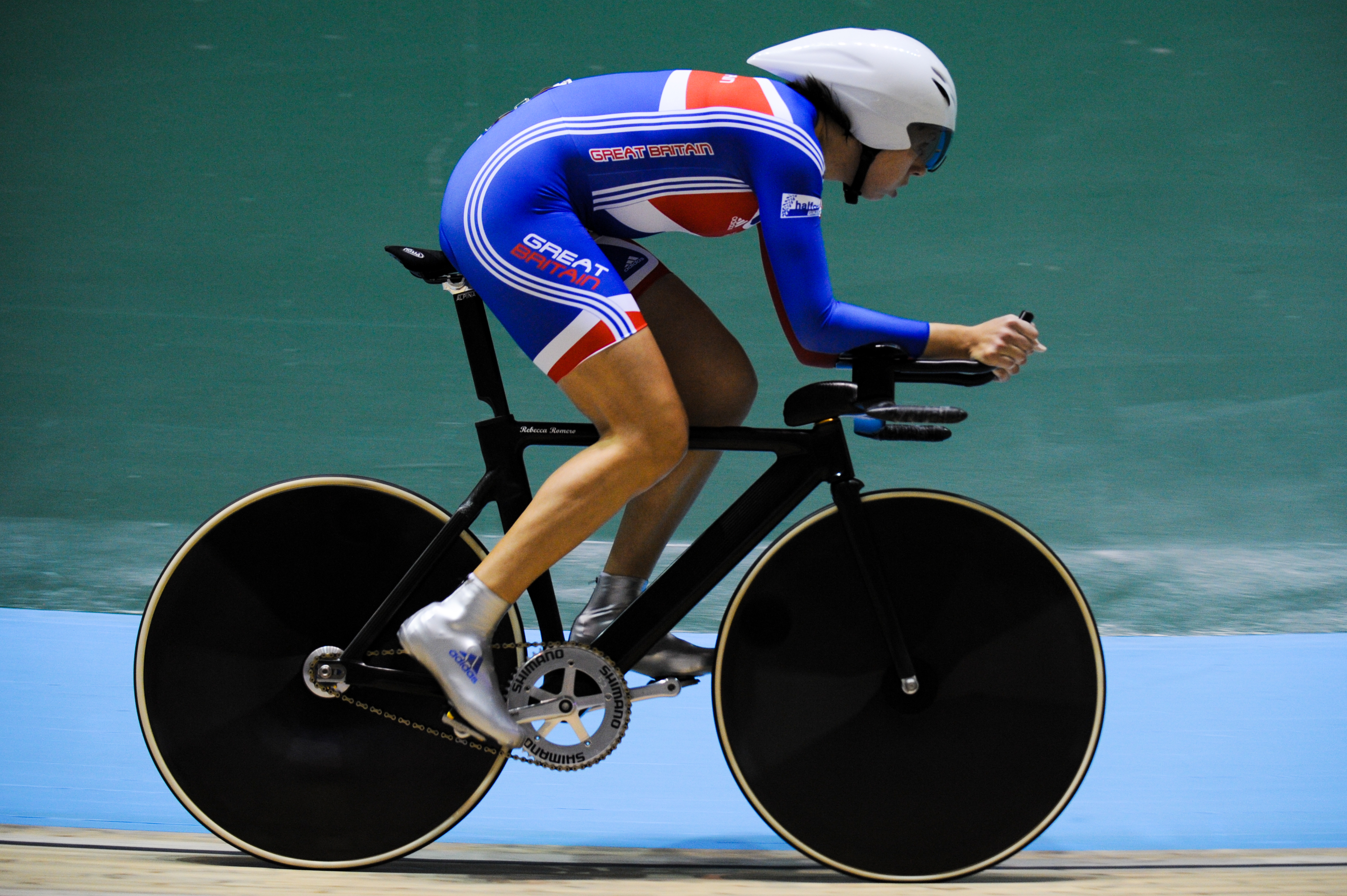
Segraren i damernas individuella förföljelse, Rebecca Romero.

Sprint
| Cyklist                           | Gren                | Kvalificering        | Kvalificering | 1/16-finaler (uppsamling)        | 1/8-finaler (uppsamling)         | Kvartsfinaler                        | Semifinaler                       | Final                            | Final     |
| Cyklist                           | Gren                | Tid Hastighet (km/h) | Placering     | Motståndare Tid Hastighet (km/h) | Motståndare Tid Hastighet (km/h) | Motståndare Tider Hastighet (km/h)   | Motståndare Tid Hastighet (km/h)  | Motståndare Tid Hastighet (km/h) | Placering |
| --------------------------------- | ------------------- | -------------------- | ------------- | -------------------------------- | -------------------------------- | ------------------------------------ | --------------------------------- | -------------------------------- | --------- |
| Chris Hoy                         | Herrarnas sprint    | 9.815 73.357         | 1 Q           | Dmitrijev (RUS) W 10.607 67.879  | Watanabe (JPN) W 10.636 67.694   | Awang (MAS) W 10.820, W 10.302       | Bourgain (FRA) W 10.260, W 10.358 | Kenny (GBR) W 12.228, W 10.216   |           |
| Jason Kenny                       | Herrarnas sprint    | 9.857 73.044         | 2 Q           | Kwiatowski (POL) W 10.672 67.466 | Awang (MAS) W 10.531 68.369      | Sireau (FRA) W 10.546, W 10.595      | Levy (GER) W 10.594, W 10.335     | Hoy (GBR) L, L                   |           |
| Victoria Pendleton                | Damernas sprint     | 10.963 65.675        | 1 Q           | N/A                              | Tsukuda (JPN) W 11.736 61.349    | Krupeckaitė (LTU) W 11.839, W 11.672 | Kanis (NED) W 11.537, W 11.885    | Mears (AUS) W 11.363, W 11.118   |           |
| Chris Hoy Jason Kenny Jamie Staff | Herrarnas lagsprint | 42.950 62.863        | 1 Q           | N/A                              | N/A                              | USA W 43.034 62.741                  | N/A                               | Frankrike W 43.128 62.604        |           |

Förföljelser
| Cyklist                                               | Gren                     | Kvalomgång  | Kvalomgång | 1:a omgången              | 1:a omgången | Finaler                          | Finaler   |
| Cyklist                                               | Gren                     | Tid         | Placering  | Motståndare Tid           | Placering    | Motståndare Tid                  | Placering |
| ----------------------------------------------------- | ------------------------ | ----------- | ---------- | ------------------------- | ------------ | -------------------------------- | --------- |
| Wendy Houvenaghel                                     | Damernas förföljelse     | 3:28.443 NR | 1 Q        | Kozlikova (CZE) 3:27.829  | 2 Q          | Romero (GBR) 3:30.395            |           |
| Rebecca Romero                                        | Damernas förföljelse     | 3:28.641    | 2 Q        | Mactier (AUS) 3:27.703 NR | 1 Q          | Houvenaghel (GBR) 3:28.321       |           |
| Bradley Wiggins                                       | Herrarnas förföljelse    | 4:15.031    | 1 Q        | Serov (RUS) 4:16.571      | 1 Q          | Roulston (NZL) 4:16.977          |           |
| Steven Burke                                          | Herrarnas förföljelse    | 4:22.260    | 5 Q        | Djudja (UKR) 4:21.558     | 3 Q          | Bronsmatch Markov (RUS) 4:20.947 | 0         |
| Ed Clancy Paul Manning Geraint Thomas Bradley Wiggins | Herrarnas lagförföljelse | 3:57.101    | 1 Q        | Ryssland 3:55.202 WR      | 1 Q          | Danmark 3:53.314 WR              |           |

Keirin
| Cyklist    | Gren             | 1:a omgången | Uppsamling | 2:a omgången | Finaler   |
| Cyklist    | Gren             | Placering    | Placering  | Placering    | Placering |
| ---------- | ---------------- | ------------ | ---------- | ------------ | --------- |
| Ross Edgar | Herrarnas keirin | 1 Q          | N/A        | 1 Q          |           |
| Chris Hoy  | Herrarnas keirin | 1 Q          | N/A        | 1 Q          |           |

Poänglopp
| Cyklist                        | Gren                | Poäng | Placering |
| ------------------------------ | ------------------- | ----- | --------- |
| Chris Newton                   | Herrarnas poänglopp | 56    |           |
| Rebecca Romero                 | Damernas poänglopp  | 3     | 11        |
| Mark Cavendish Bradley Wiggins | Herrarnas Madison   | 6     | 9         |

## Friidrott

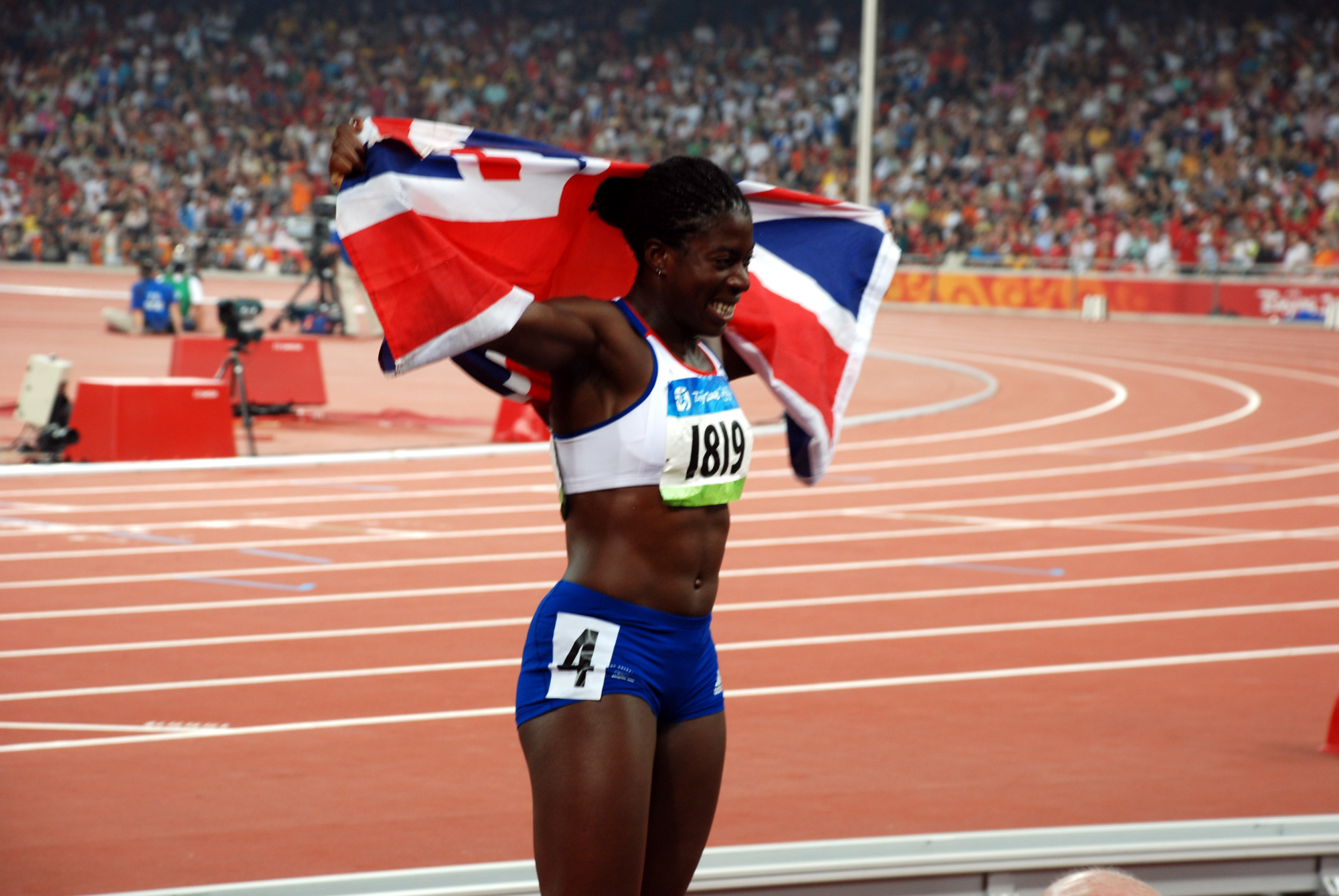
Christine Ohuruogu efter segern på 400 meter.

- Huvudartikel: Friidrott vid olympiska sommarspelen 2008

Förkortningar
- Noteringar – Placeringarna avser endast löparens eget heat
- Q = Kvalificerad till nästa omgång
- q = Kvalificerade sig till nästa omgång som den snabbaste idrottaren eller, i fältgrenarna, via placering utan att uppnå kvalgränsen.
- NR = Nationellt rekord
- N/A = Omgången ingick inte i grenen
- Bye = Idrottaren behövde inte delta i denna omgång

Herrar
Bana och landsväg
| Idrottare                                                                         | Gren           | Heat                          | Heat                          | Kvartsfinal                   | Kvartsfinal                   | Semifinal                     | Semifinal                     | Final                         | Final                         |
| Idrottare                                                                         | Gren           | Resultat                      | Placering                     | Resultat                      | Placering                     | Resultat                      | Placering                     | Resultat                      | Placering                     |
| --------------------------------------------------------------------------------- | -------------- | ----------------------------- | ----------------------------- | ----------------------------- | ----------------------------- | ----------------------------- | ----------------------------- | ----------------------------- | ----------------------------- |
| Tyrone Edgar                                                                      | 100 m          | 10.13                         | 1 Q                           | 10.10                         | 3 Q                           | 10.18                         | 7                             | Gick inte vidare              | Gick inte vidare              |
| Craig Pickering                                                                   | 100 m          | 10.21                         | 3 Q                           | 10.18                         | 5                             | Gick inte vidare              | Gick inte vidare              | Gick inte vidare              | Gick inte vidare              |
| Simeon Williamson                                                                 | 100 m          | 10.42                         | 3 Q                           | 10.32                         | 4                             | Gick inte vidare              | Gick inte vidare              | Gick inte vidare              | Gick inte vidare              |
| Marlon Devonish                                                                   | 200 m          | 20.49                         | 1 Q                           | 20.43                         | 4 Q                           | 20.57                         | 7                             | Gick inte vidare              | Gick inte vidare              |
| Christian Malcolm                                                                 | 200 m          | 20.42                         | 2 Q                           | 20.30                         | 4 Q                           | 20.25                         | 4 Q                           | 20.40                         | 5                             |
| Alex Nelson                                                                       | 200 m          | Drog sig ur på grund av skada | Drog sig ur på grund av skada | Drog sig ur på grund av skada | Drog sig ur på grund av skada | Drog sig ur på grund av skada | Drog sig ur på grund av skada | Drog sig ur på grund av skada | Drog sig ur på grund av skada |
| Martyn Rooney                                                                     | 400 m          | 45.00                         | 1 Q                           | i.u.                          | i.u.                          | 44.60                         | 2 Q                           | 45.12                         | 6                             |
| Andrew Steele                                                                     | 400 m          | 44.94                         | 1 Q                           | i.u.                          | i.u.                          | 45.59                         | 7                             | Gick inte vidare              | Gick inte vidare              |
| Michael Rimmer                                                                    | 800 m          | 1:47.61                       | 1 Q                           | i.u.                          | i.u.                          | 1:48.07                       | 6                             | Gick inte vidare              | Gick inte vidare              |
| Andrew Baddeley                                                                   | 1 500 m        | 3:36.47                       | 3 Q                           | i.u.                          | i.u.                          | 3:37.47                       | 3 Q                           | 3:35.37                       | 7                             |
| Thomas Lancashire                                                                 | 1 500 m        | 3:43.40                       | 7                             | i.u.                          | i.u.                          | Gick inte vidare              | Gick inte vidare              | Gick inte vidare              | Gick inte vidare              |
| Mo Farah                                                                          | 5 000 m        | 13:50.95                      | 6                             | i.u.                          | i.u.                          | i.u.                          | i.u.                          | Gick inte vidare              | Gick inte vidare              |
| Allan Scott                                                                       | 110 m häck     | 13.56                         | 3 Q                           | 13.66                         | 6                             | Gick inte vidare              | Gick inte vidare              | Gick inte vidare              | Gick inte vidare              |
| Andy Turner                                                                       | 13.56          | 2 Q                           | 13.53                         | 5                             | Gick inte vidare              | Gick inte vidare              | Gick inte vidare              | Gick inte vidare              |                               |
| Andrew Lemoncello                                                                 | 3 000 m hinder | 8:36.06                       | 10                            | i.u.                          | i.u.                          | i.u.                          | i.u.                          | Gick inte vidare              | Gick inte vidare              |
| Marlon Devonish Tyrone Edgar Craig Pickering Simeon Williamson                    | 4 x 100 m      | DSQ                           | DSQ                           | i.u.                          | i.u.                          | i.u.                          | i.u.                          | Gick inte vidare              | Gick inte vidare              |
| Michael Bingham Richard Buck* Dale Garland* Martyn Rooney Andrew Steele Rob Tobin | 4 x 400 m      | 2:59.33                       | 1 Q                           | i.u.                          | i.u.                          | i.u.                          | i.u.                          | 2:58.81                       | 4                             |
| Dan Robinson                                                                      | Maraton        | i.u.                          | i.u.                          | i.u.                          | i.u.                          | i.u.                          | i.u.                          | 2:16:14                       | 24                            |

Fältgrenar
| Idrottare       | Gren      | Kval    | Kval      | Final            | Final            |
| Idrottare       | Gren      | Distans | Placering | Distans          | Placering        |
| --------------- | --------- | ------- | --------- | ---------------- | ---------------- |
| Greg Rutherford | Längdhopp | 8.16    | 3 Q       | 7.84             | 10               |
| Chris Tomlinson | Längdhopp | 7.70    | 27        | Gick inte vidare | Gick inte vidare |
| Larry Achike    | Tresteg   | 17.18   | 7 Q       | 17.17            | 7                |
| Nathan Douglas  | Tresteg   | 16.72   | 20        | Gick inte vidare | Gick inte vidare |
| Phillips Idowu  | Tresteg   | 17.44   | 1 Q       | 17.62            | 2                |
| Martyn Bernard  | Höjdhopp  | 2.29    | =6 Q      | 2.25             | 9                |
| Germaine Mason  | Höjdhopp  | 2.29    | =1 Q      | 2.34             | 2                |
| Tom Parsons     | Höjdhopp  | 2.25    | 12 Q      | 2.25             | 8                |
| Steve Lewis     | Stavhopp  | NM      | –         | Gick inte vidare | Gick inte vidare |

Kombinerade grenar – Tiokamp
| Idrottare   | Gren     | 100 m | LJ   | SP    | HJ   | 400 m | 110H  | DT    | PV   | JT    | 1500 m  | Final | Placering |
| ----------- | -------- | ----- | ---- | ----- | ---- | ----- | ----- | ----- | ---- | ----- | ------- | ----- | --------- |
| Daniel Awde | Resultat | 11.06 | 7.12 | 12.03 | 1.78 | 47.16 | 14.69 | 37.12 | 4.90 | 53.10 | 4:44.80 | 7516  | 21        |
| Daniel Awde | Poäng    | 847   | 842  | 608   | 610  | 950   | 887   | 606   | 880  | 636   | 650     | 7516  | 21        |

Damer
Bana & landsväg
| Idrottare                                                                                                | Gren           | Heat        | Heat        | Kvartsfinal      | Kvartsfinal      | Semifinal        | Semifinal        | Final            | Final            |
| Idrottare                                                                                                | Gren           | Resultat    | Placering   | Resultat         | Placering        | Resultat         | Placering        | Resultat         | Placering        |
| --- | -------------- | ----------- | ----------- | ---------------- | ---------------- | ---------------- | ---------------- | ---------------- | ---------------- |
| Montell Douglas                                                                                          | 100 m          | 11.36       | 2 Q         | 11.38            | 4                | Gick inte vidare | Gick inte vidare | Gick inte vidare | Gick inte vidare |
| Jeanette Kwakye                                                                                          | 100 m          | 11.30       | 2 Q         | 11.18            | 3 Q              | 11.19            | 3 Q              | 11.14            | 6                |
| Laura Turner                                                                                             | 100 m          | 11.65       | 4           | Gick inte vidare | Gick inte vidare | Gick inte vidare | Gick inte vidare | Gick inte vidare | Gick inte vidare |
| Emily Freeman                                                                                            | 200 m          | 22.95       | 2 Q         | 22.95            | 3 Q              | 22.83            | 7                | Gick inte vidare | Gick inte vidare |
| Lee McConnell                                                                                            | 400 m          | 51.87       | 3 Q         | i.u.             | i.u.             | 52.11            | 6                | Gick inte vidare | Gick inte vidare |
| Christine Ohuruogu                                                                                       | 400 m          | 51.00       | 1 Q         | i.u.             | i.u.             | 50.14            | 1 Q              | 49.62            | 1                |
| Nicola Sanders                                                                                           | 400 m          | 51.81       | 2 Q         | i.u.             | i.u.             | 50.71            | 4                | Gick inte vidare | Gick inte vidare |
| Jennifer Meadows                                                                                         | 800 m          | 2:00.33     | 3 Q         | i.u.             | i.u.             | 1:59.43          | 6                | Gick inte vidare | Gick inte vidare |
| Marilyn Okoro                                                                                            | 800 m          | 1:59.01     | 2 Q         | i.u.             | i.u.             | 1:59.53          | 6                | Gick inte vidare | Gick inte vidare |
| Jemma Simpson                                                                                            | 800 m          | 2:02.16     | 4           | i.u.             | i.u.             | Gick inte vidare | Gick inte vidare | Gick inte vidare | Gick inte vidare |
| Lisa Dobriskey                                                                                           | 1 500 m        | 4:03.22     | 3 Q         | i.u.             | i.u.             | i.u.             | i.u.             | 4:02.10          | 4                |
| Susan Scott                                                                                              | 1 500 m        | 4:14.66     | 4           | i.u.             | i.u.             | i.u.             | i.u.             | Gick inte vidare | Gick inte vidare |
| Stephanie Twell                                                                                          | 1 500 m        | 4:06.68     | 6           | i.u.             | i.u.             | i.u.             | i.u.             | Gick inte vidare | Gick inte vidare |
| Jo Pavey                                                                                                 | 5 000 m        | Drog sig ur | Drog sig ur | Drog sig ur      | Drog sig ur      | Drog sig ur      | Drog sig ur      | Drog sig ur      | Drog sig ur      |
| Jo Pavey                                                                                                 | 10 000 m       | i.u.        | i.u.        | i.u.             | i.u.             | i.u.             | i.u.             | 31:12.30         | 12               |
| Kate Reed                                                                                                | 10 000 m       | i.u.        | i.u.        | i.u.             | i.u.             | i.u.             | i.u.             | 32:26.69         | 23               |
| Sarah Claxton                                                                                            | 100 m häck     | 12.97       | 3 Q         | i.u.             | i.u.             | 12.84            | 4 Q              | 12.94            | 8                |
| Tasha Danvers                                                                                            | 400 m häck     | 55.19       | 1 Q         | i.u.             | i.u.             | 54.31            | 2 Q              | 53.84            | 3                |
| Helen Clitheroe                                                                                          | 3 000 m hinder | 9:29.14 NR  | 6           | i.u.             | i.u.             | i.u.             | i.u.             | Gick inte vidare | Gick inte vidare |
| Barbara Parker                                                                                           | 3 000 m hinder | 9:51.93     | 12          | i.u.             | i.u.             | i.u.             | i.u.             | Gick inte vidare | Gick inte vidare |
| Emma Ania Montell Douglas Emily Freeman Jeanette Kwakye Ashlee Nelson* Anyika Onuora* Laura Turner*      | 4 x 100 m      | 43.02       | 2 Q         | i.u.             | i.u.             | i.u.             | i.u.             | DNF              | DNF              |
| Vicki Barr* Donna Fraser* Lee McConnell* Christine Ohuruogu Marilyn Okoro Nicola Sanders Kelly Sotherton | 4 x 400 m      | 3:25.48     | 3 Q         | i.u.             | i.u.             | i.u.             | i.u.             | 3:22.68          | 5                |
| Paula Radcliffe                                                                                          | Maraton        | i.u.        | i.u.        | i.u.             | i.u.             | i.u.             | i.u.             | 2:32:38          | 23               |
| Mara Yamauchi                                                                                            | Maraton        | i.u.        | i.u.        | i.u.             | i.u.             | i.u.             | i.u.             | 2:27:29          | 6                |
| Liz Yelling                                                                                              | Maraton        | i.u.        | i.u.        | i.u.             | i.u.             | i.u.             | i.u.             | 2:33:12          | 26               |
| Johanna Jackson                                                                                          | 20 km gång     | i.u.        | i.u.        | i.u.             | i.u.             | i.u.             | i.u.             | 1:31:33 NR       | 22               |

Fältgrenar
| Idrottare      | Gren           | Kval  | Kval      | Final            | Final            |
| Idrottare      | Gren           | Längd | Placering | Längd            | Placering        |
| -------------- | -------------- | ----- | --------- | ---------------- | ---------------- |
| Jade Johnson   | Längdhopp      | 6.61  | 11 q      | 6.64             | 7                |
| Kate Dennison  | Stavhopp       | 4.40  | 15        | Gick inte vidare | Gick inte vidare |
| Philippa Roles | Diskuskastning | 57.44 | 27        | Gick inte vidare | Gick inte vidare |
| Zoe Derham     | Släggkastning  | 64.74 | 35        | Gick inte vidare | Gick inte vidare |
| Goldie Sayers  | Spjutkastning  | 62.99 | 5 Q       | 65.75 NR         | 4                |

Kombinerade grenar – Sjukamp
| Mångkampare     | Gren     | 100H  | HJ   | SP    | 200 m | LJ   | JT    | 800 m   | Final | Placering |
| --------------- | -------- | ----- | ---- | ----- | ----- | ---- | ----- | ------- | ----- | --------- |
| Julie Hollman   | Resultat | 14.43 | 1.77 | 12.45 | 25.41 | 6.13 | 39.08 | 2:22.54 | 5729  | 31*       |
| Julie Hollman   | Poäng    | 918   | 941  | 691   | 850   | 890  | 650   | 789     | 5729  | 31*       |
| Kelly Sotherton | Resultat | 13.18 | 1.83 | 13.87 | 23.39 | 6.33 | 37.66 | 2:07.34 | 6517  | 4*        |
| Kelly Sotherton | Poäng    | 1097  | 1016 | 785   | 1040  | 953  | 622   | 1004    | 6517  | 4*        |

## Fäktning
- Huvudartikel: Fäktning vid olympiska sommarspelen 2008

Herrar
| Idrottare      | Gren                  | Omgång 1              | Sextondelsfinal       | Åttondelsfinal       | Kvartsfinal       | Semifinal         | Final / BM        | Final / BM       |
| Idrottare      | Gren                  | Motståndare Poäng     | Motståndare Poäng     | Motståndare Poäng    | Motståndare Poäng | Motståndare Poäng | Motståndare Poäng | Placering        |
| -------------- | --------------------- | --------------------- | --------------------- | -------------------- | ----------------- | ----------------- | ----------------- | ---------------- |
| Richard Kruse  | Florett, individuellt | i.u.                  | Saliscan (ROU) W 15–6 | Joppich (GER) L 9–10 | Gick inte vidare  | Gick inte vidare  | Gick inte vidare  | Gick inte vidare |
| Alex O'Connell | Sabel, individuellt   | Kovalev (RUS) L 14–15 | Gick inte vidare      | Gick inte vidare     | Gick inte vidare  | Gick inte vidare  | Gick inte vidare  | Gick inte vidare |

Damer
| Idrottare       | Gren                  | Omgång 1           | Sextondelsfinal   | Åttondelsfinal    | Kvartsfinal       | Semifinal         | Final / BM        | Final / BM       |
| Idrottare       | Gren                  | Motståndare Poäng  | Motståndare Poäng | Motståndare Poäng | Motståndare Poäng | Motståndare Poäng | Motståndare Poäng | Placering        |
| --------------- | --------------------- | ------------------ | ----------------- | ----------------- | ----------------- | ----------------- | ----------------- | ---------------- |
| Martina Emanuel | Florett, individuellt | Smart (USA) L 7–15 | Gick inte vidare  | Gick inte vidare  | Gick inte vidare  | Gick inte vidare  | Gick inte vidare  | Gick inte vidare |

## Gymnastik
- Huvudartikel: Gymnastik vid olympiska sommarspelen 2008

### Artistisk gymnastik
Herrar
| Gymnast         | Gren      | Kval    | Kval    | Kval    | Kval    | Kval    | Kval    | Kval   | Kval      | Final            | Final            | Final            | Final            | Final            | Final            | Final            | Final            |
| Gymnast         | Gren      | Redskap | Redskap | Redskap | Redskap | Redskap | Redskap | Totalt | Placering | Redskap          | Redskap          | Redskap          | Redskap          | Redskap          | Redskap          | Totalt           | Placering        |
| Gymnast         | Gren      | F       | PH      | R       | V       | PB      | HB      | Totalt | Placering | F                | PH               | R                | V                | PB               | HB               | Totalt           | Placering        |
| --------------- | --------- | ------- | ------- | ------- | ------- | ------- | ------- | ------ | --------- | ---------------- | ---------------- | ---------------- | ---------------- | ---------------- | ---------------- | ---------------- | ---------------- |
| Daniel Keatings | Mångkamp  | 14.900  | 15.175  | 13.775  | 15.625  | 14.900  | 14.575  | 88.950 | 25 Q      | 14.850           | 15.700           | 14.000           | 15.800           | 14.425           | 14.225           | 89.000           | 20               |
| Louis Smith     | Mångkamp  | 13.700  | 15.325  | 13.325  | 15.375  | 13.425  | 14.175  | 85.325 | 41        | Gick inte vidare | Gick inte vidare | Gick inte vidare | Gick inte vidare | Gick inte vidare | Gick inte vidare | Gick inte vidare | Gick inte vidare |
| Louis Smith     | Bygelhäst | i.u.    | 15.325  | i.u.    | i.u.    | i.u.    | i.u.    | 15.325 | 5 Q       | i.u.             | 15.725           | i.u.             | i.u.             | i.u.             | i.u.             | 15.725           | 3                |

Damer
Lag
| Gymnast           | Gren        | Kval    | Kval    | Kval     | Kval    | Kval    | Kval      | Final            | Final            | Final            | Final            | Final            | Final            |
| Gymnast           | Gren        | Redskap | Redskap | Redskap  | Redskap | Totalt  | Placering | Redskap          | Redskap          | Redskap          | Redskap          | Totalt           | Placering        |
| Gymnast           | Gren        | F       | V       | UB       | BB      | Totalt  | Placering | F                | V                | UB               | BB               | Totalt           | Placering        |
| ----------------- | ----------- | ------- | ------- | -------- | ------- | ------- | --------- | ---------------- | ---------------- | ---------------- | ---------------- | ---------------- | ---------------- |
| Imogen Cairns     | Lagmångkamp | 14.855  | 14.850  | 13.475   | 14.175  | 57.050  | 33        | Gick inte vidare | Gick inte vidare | Gick inte vidare | Gick inte vidare | Gick inte vidare | Gick inte vidare |
| Beckie Downie     | Lagmångkamp | 14.150  | 15.050  | 14.650   | 14.225  | 58.075  | 24 Q      | Gick inte vidare | Gick inte vidare | Gick inte vidare | Gick inte vidare | Gick inte vidare | Gick inte vidare |
| Marissa King      | Lagmångkamp | 13.750  | 14.875  | 13.475   | 14.325  | 56.425  | 42        | Gick inte vidare | Gick inte vidare | Gick inte vidare | Gick inte vidare | Gick inte vidare | Gick inte vidare |
| Elisabeth Tweddle | Lagmångkamp | 14.950  | i.u.    | 15.650 Q | i.u.    | i.u.    | i.u.      | Gick inte vidare | Gick inte vidare | Gick inte vidare | Gick inte vidare | Gick inte vidare | Gick inte vidare |
| Hannah Whelan     | Lagmångkamp | 14.125  | 13.500  | i.u.     | 14.325  | i.u.    | i.u.      | Gick inte vidare | Gick inte vidare | Gick inte vidare | Gick inte vidare | Gick inte vidare | Gick inte vidare |
| Rebecca Wing      | Lagmångkamp | i.u.    | 14.550  | 14.575   | 14.575  | i.u.    | i.u.      | Gick inte vidare | Gick inte vidare | Gick inte vidare | Gick inte vidare | Gick inte vidare | Gick inte vidare |
| Totalt            | Lagmångkamp | 57.775  | 59.325  | 57.875   | 57.450  | 232.425 | 9         | Gick inte vidare | Gick inte vidare | Gick inte vidare | Gick inte vidare | Gick inte vidare | Gick inte vidare |

Individuella finaler
| Gymnast           | Gren     | Redskap | Redskap | Redskap | Redskap | Totalt | Placering |
| Gymnast           | Gren     | F       | V       | UB      | BB      | Totalt | Placering |
| ----------------- | -------- | ------- | ------- | ------- | ------- | ------ | --------- |
| Beckie Downie     | Mångkamp | 14.100  | 15.025  | 15.625  | 14.700  | 59.450 | 12        |
| Elisabeth Tweddle | Barr     | i.u.    | i.u.    | 16.625  | i.u.    | 16.625 | 4         |

### Trampolin
| Gymnast       | Gren  | Kval  | Kval      | Final            | Final            |
| Gymnast       | Gren  | Poäng | Placering | Poäng            | Placering        |
| ------------- | ----- | ----- | --------- | ---------------- | ---------------- |
| Claire Wright | Damer | 63.10 | 10        | Gick inte vidare | Gick inte vidare |

## Judo
Herrar
| Idrottare      | Gren                     | Inledande omgång     | Sextondelsfinal                | Åttondelsfinal             | Kvartsfinal               | Semifinal            | Återkval 1               | Återkval 2                | Återkval 3                 | Final / BM           | Final / BM       |
| Idrottare      | Gren                     | Motståndare Resultat | Motståndare Resultat           | Motståndare Resultat       | Motståndare Resultat      | Motståndare Resultat | Motståndare Resultat     | Motståndare Resultat      | Motståndare Resultat       | Motståndare Resultat | Placering        |
| -------------- | ------------------------ | -------------------- | ------------------------------ | -------------------------- | ------------------------- | -------------------- | ------------------------ | ------------------------- | -------------------------- | -------------------- | ---------------- |
| Craig Fallon   | Extra lättvikt (-60 kg)  | BYE                  | Siccardi (MON) W 1010–0000     | Paischer (AUT) L 0001–0002 | Gick inte vidare          | Gick inte vidare     | Ahamdi (MAR) W 0011–0000 | Kim K-J (PRK) W 0100–0001 | Yekutiel (ISR) L 0101–0200 | Gick inte vidare     | Gick inte vidare |
| Euan Burton    | Halv mellanvikt (-81 kg) | BYE                  | Lucenti (ARG) W 0010–0001      | Attaf (MAR) W 0010–0001    | Gontiuk (UKR) L 0010–0121 | Gick inte vidare     | BYE                      | Valles (COL) W 0110–0001  | Camilo (BRA) L 0010–0100   | Gick inte vidare     | Gick inte vidare |
| Winston Gordon | Mellanvikt (-90 kg)      | i.u.                 | Nabiev (UZB) L 0020–0100       | Gick inte vidare           | Gick inte vidare          | Gick inte vidare     | Gick inte vidare         | Gick inte vidare          | Gick inte vidare           | Gick inte vidare     | Gick inte vidare |
| Peter Cousins  | Halv tungvikt (-100 kg)  | i.u.                 | Zhorzholiani (GEO) L 0000–0010 | Gick inte vidare           | Gick inte vidare          | Gick inte vidare     | Gick inte vidare         | Gick inte vidare          | Gick inte vidare           | Gick inte vidare     | Gick inte vidare |

Damer
| Idrottare       | Gren                     | Sextondelsfinal         | Åttondelsfinal              | Kvartsfinal          | Semifinal            | Återkval 1           | Återkval 2           | Återkval 3           | Final / BM           | Final / BM       |
| Idrottare       | Gren                     | Motståndare Resultat    | Motståndare Resultat        | Motståndare Resultat | Motståndare Resultat | Motståndare Resultat | Motståndare Resultat | Motståndare Resultat | Motståndare Resultat | Placering        |
| --------------- | ------------------------ | ----------------------- | --------------------------- | -------------------- | -------------------- | -------------------- | -------------------- | -------------------- | -------------------- | ---------------- |
| Sarah Clark     | Halv mellanvikt (-63 kg) | Heill (AUT) L 0100–1011 | Gick inte vidare            | Gick inte vidare     | Gick inte vidare     | Gick inte vidare     | Gick inte vidare     | Gick inte vidare     | Gick inte vidare     | Gick inte vidare |
| Michelle Rogers | Halv tungvikt (-78 kg)   | BYE                     | Jeong G-M (KOR) L 0000–0001 | Gick inte vidare     | Gick inte vidare     | Gick inte vidare     | Gick inte vidare     | Gick inte vidare     | Gick inte vidare     | Gick inte vidare |
| Karina Bryant   | Tungvikt (+78 kg)        | BYE                     | Zambotti (MEX) L 0001–0021  | Gick inte vidare     | Gick inte vidare     | Gick inte vidare     | Gick inte vidare     | Gick inte vidare     | Gick inte vidare     | Gick inte vidare |

## Kanotsport
Slalom
| David Florence | Herrarnas C-1 slalom | 89.47  | 7  | 82.16 | 1 | 171.63 | 3 Q | 90.46            | 4 Q              | 89.43            | 2                | 178.61           | 2                |
| Campbell Walsh | Herrarnas K-1 slalom | 86.72  | 14 | 85.72 | 8 | 172.44 | 9 Q | 95.74            | 16               | Gick inte vidare | Gick inte vidare | Gick inte vidare | Gick inte vidare |
| Fiona Pennie   | Damernas K-1 slalom  | 160.06 | 19 | 99.00 | 7 | 259.06 | 17  | Gick inte vidare | Gick inte vidare | Gick inte vidare | Gick inte vidare | Gick inte vidare | Gick inte vidare |

Sprint
| Kanotist                     | Gren                 | Heat     | Heat      | Semifinal        | Semifinal        | Final            | Final            |
| Kanotist                     | Gren                 | Tid      | Placering | Tid              | Placering        | Tid              | Placering        |
| ---------------------------- | -------------------- | -------- | --------- | ---------------- | ---------------- | ---------------- | ---------------- |
| Tim Brabants                 | Herrarnas K-1 500 m  | 1:36.338 | 1 QS      | 1:42.530         | 3 Q              | 1:37.671         | 3                |
| Tim Brabants                 | Herrarnas K-1 1000 m | 3:27.828 | 1 QF      | BYE              | BYE              | 3:26.323         | 1                |
| Lucy Wainwright              | Damernas K-1 500 m   | 1:50.103 | 3 QS      | 1:52.580         | 2 Q              | 1:53.102         | 7                |
| Anna Hemmings Jessica Walker | Damernas K-2 500 m   | 1:47.435 | 9         | Gick inte vidare | Gick inte vidare | Gick inte vidare | Gick inte vidare |

## Konstsim
| Idrottare                    | Gren           | Teknisk rutin | Teknisk rutin | Fri rutin (inledande) | Fri rutin (inledande)  | Fri rutin (inledande) | Fri rutin (final) | Fri rutin (final)      | Fri rutin (final) |
| Idrottare                    | Gren           | Poäng         | Placering     | Poäng                 | Totalt (teknisk + fri) | Placering             | Placering         | Totalt (teknisk + fri) | Placering         |
| ---------------------------- | -------------- | ------------- | ------------- | --------------------- | ---------------------- | --------------------- | ----------------- | ---------------------- | ----------------- |
| Olivia Allison Jenna Randall | Damernas duett | 43.917        | 14            | 44.667                | 88.584                 | 14                    | Gick inte vidare  | Gick inte vidare       | Gick inte vidare  |

## Landhockey

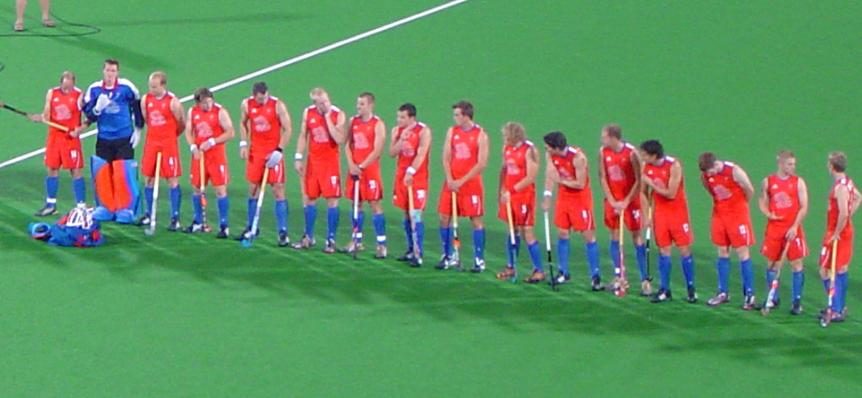
Storbritanniens lag innan matchen mot Sydafrika. Från vänster: Hawes, McGregor, Kirkham, Dick, R. Mantell, Wilson, Bleby, Tindall, Daly, Alexander, S. Mantell, Marsden, Moore, Clarke, Jackson, Middleton.

Herrar
Coach: Jason Lee
| 1. Alistair McGregor (GK) 2. Glenn Kirkham 3. Richard Alexander 4. Richard Mantell 5. Ashley Jackson 6. Simon Mantell 7. Stephen Dick 8. Matt Daly | 1. Jonty Clarke 2. Rob Moore 3. Ben Hawes (c) 4. Alastair Wilson 5. Barry Middleton 6. James Tindall 7. Jon Bleby 8. Ben Marsden |  |

Reserver:
1. Niall Stott
2. James Fair (GK)

Gruppspel
|                | Pld | W | D | L | GF | GA | GD  | Pts |
| -------------- | --- | - | - | - | -- | -- | --- | --- |
| Nederländerna  | 5   | 4 | 1 | 0 | 16 | 6  | +10 | 13  |
| Australien     | 5   | 3 | 2 | 0 | 24 | 7  | +17 | 11  |
| Storbritannien | 5   | 2 | 2 | 1 | 10 | 7  | +3  | 8   |
| Pakistan       | 5   | 2 | 0 | 3 | 11 | 13 | −2  | 6   |
| Kanada         | 5   | 1 | 1 | 3 | 10 | 17 | −7  | 4   |
| Sydafrika      | 5   | 0 | 0 | 5 | 4  | 25 | −21 | 0   |

## Modern femkamp
| Idrottare       | Gren   | Skytte (10 meter luftpistol) | Skytte (10 meter luftpistol) | Skytte (10 meter luftpistol) | Fäktning (värja) | Fäktning (värja) | Fäktning (värja) | Simning (200 m frisim) | Simning (200 m frisim) | Simning (200 m frisim) | Ridsport (hästhoppning) | Ridsport (hästhoppning) | Ridsport (hästhoppning) | Löpning (3000 m) | Löpning (3000 m) | Löpning (3000 m) | Totalpoäng | Slutresultat |
| Idrottare       | Gren   | Poäng                        | Placering                    | MF-poäng                     | Resultat         | Placering        | MF-poäng         | Tid                    | Placering              | MF-poäng               | Straff                  | Placering               | MF-poäng                | Tid              | Placering        | MF-poäng         | Totalpoäng | Slutresultat |
| --------------- | ------ | ---------------------------- | ---------------------------- | ---------------------------- | ---------------- | ---------------- | ---------------- | ---------------------- | ---------------------- | ---------------------- | ----------------------- | ----------------------- | ----------------------- | ---------------- | ---------------- | ---------------- | ---------- | ------------ |
| Sam Weale       | Herrar | 177                          | 25                           | 1060                         | 18–17            | 13               | 832              | 2:02,87                | 8                      | 1328                   | 164                     | 18                      | 1036                    | 9:21,18          | 8                | 1156             | 5412       | 10           |
| Nick Woodbridge | Herrar | 160                          | 35                           | 856                          | 14–21            | 29               | 736              | 1:55,96                | 2                      | 1412                   | 140                     | 12                      | 1060                    | 9:34,46          | 20               | 1104             | 5168       | 25           |
| Heather Fell    | Damer  | 185                          | 6                            | 1156                         | 20–15            | =11              | 880              | 2:12,77                | 3                      | 1328                   | 56                      | 11                      | 1144                    | 10:19,28         | 5                | 1244             | 5752       | 2            |
| Katy Livingston | Damer  | 178                          | 18                           | 1072                         | 17–18            | =18              | 808              | 2:15,68                | 7                      | 1292                   | 28                      | 6                       | 1172                    | 10:29,47         | 10               | 1204             | 5548       | 7            |

## Ridsport

### Dressyr
| Idrottare                                     | Häst           | Gren                 | Grand Prix | Grand Prix | Grand Prix Special | Grand Prix Special | Grand Prix Fristil | Grand Prix Fristil | Totalt           | Totalt           |
| Idrottare                                     | Häst           | Gren                 | Poäng      | Placering  | Poäng              | Placering          | Poäng              | Placering          | Poäng            | Placering        |
| --------------------------------------------- | -------------- | -------------------- | ---------- | ---------- | ------------------ | ------------------ | ------------------ | ------------------ | ---------------- | ---------------- |
| Laura Bechtolsheimer                          | Mistral Hojris | Individuell dressyr  | 65,917     | 24 Q       | 67,160             | 18                 | Gick inte vidare   | Gick inte vidare   | Gick inte vidare | Gick inte vidare |
| Jane Gregory                                  | Lucky Star     | Individuell dressyr  | 63,375     | 31         | Gick inte vidare   | Gick inte vidare   | Gick inte vidare   | Gick inte vidare   | Gick inte vidare | Gick inte vidare |
| Emma Hindle                                   | Lancet 2       | Individuell dressyr  | 71,125     | 4 Q        | 70,440             | 9 Q                | 74,250             | 6                  | 72,345           | 7                |
| Laura Bechtolsheimer Jane Gregory Emma Hindle | Se ovan        | Lagtävling i dressyr | 66,805     | 7          | i.u.               | i.u.               | i.u.               | i.u.               | 66,805           | 6                |

### Fälttävlan
| Ryttare                                                     | Häst                | Gren                    | Dressyr | Dressyr   | Terräng | Terräng | Terräng   | Hoppning | Hoppning | Hoppning  | Hoppning         | Hoppning         | Hoppning         | Totalt | Totalt    |
| Ryttare                                                     | Häst                | Gren                    | Dressyr | Dressyr   | Terräng | Terräng | Terräng   | Kval     | Kval     | Kval      | Final            | Final            | Final            | Totalt | Totalt    |
| Ryttare                                                     | Häst                | Gren                    | Straff  | Placering | Straff  | Totalt  | Placering | Straff   | Totalt   | Placering | Straff           | Totalt           | Placering        | Straff | Placering |
| ----------------------------------------------------------- | ------------------- | ----------------------- | ------- | --------- | ------- | ------- | --------- | -------- | -------- | --------- | ---------------- | ---------------- | ---------------- | ------ | --------- |
| Tina Cook                                                   | Miners Frolic       | Individuell fälttävlan  | 40,20   | 13        | 17,20   | 57,40   | 10        | 0,00     | 57,40    | 6 Q       | 0,00             | 57,40            | 3                | 57,40  | 3         |
| Daisy Dick                                                  | Spring Along        | Individuell fälttävlan  | 51,70 # | 37        | 17,20   | 68,90 # | 24        | 11,00    | 79,90 #  | 24        | Gick inte vidare | Gick inte vidare | Gick inte vidare | 79,90  | 24        |
| William Fox-Pitt                                            | Parkmore Ed         | Individuell fälttävlan  | 50,20 # | 34        | 10,00   | 60,20   | 14        | 4,00     | 64,20    | 14 Q      | 4,00             | 68,20            | 12               | 68,20  | 12        |
| Sharon Hunt                                                 | Tankers Town        | Individuell fälttävlan  | 43,50   | 18        | 47,60   | 91,10 # | 38        | 4,00     | 95,90 #  | 35        | Gick inte vidare | Gick inte vidare | Gick inte vidare | 95,90  | 35        |
| Mary King                                                   | Call Again Cavalier | Individuell fälttävlan  | 38,10   | 9         | 18,00   | 56,10   | 5         | 8,00     | 64,10    | 13 Q      | 4,00             | 68,10            | 11               | 68,10  | 11        |
| Tina Cook Daisy Dick William Fox-Pitt Sharon Hunt Mary King | Se ovan             | Lagtävling i fälttävlan | 121,80  | 4         | 51,90   | 173,70  | 3         | 12,00    | 185,70   | 3         | i.u.             | i.u.             | i.u.             | 185,70 | 3         |

### Hoppning
| Ryttare                                            | Häst                 | Gren                  | Kval                  | Kval                  | Kval                   | Kval                   | Kval                   | Kval                   | Kval                   | Kval                   | Final                  | Final                  | Final                  | Final                  | Final                  | Totalt                 | Totalt                 |
| Ryttare                                            | Häst                 | Gren                  | Omgång 1              | Omgång 1              | Omgång 2               | Omgång 2               | Omgång 2               | Omgång 3               | Omgång 3               | Omgång 3               | Omgång A               | Omgång A               | Omgång B               | Omgång B               | Omgång B               | Totalt                 | Totalt                 |
| Ryttare                                            | Häst                 | Gren                  | Straff                | Placering             | Straff                 | Totalt                 | Placering              | Straff                 | Totalt                 | Placering              | Straff                 | Placering              | Straff                 | Totalt                 | Placering              | Straff                 | Placering              |
| -------------------------------------------------- | -------------------- | --------------------- | --------------------- | --------------------- | ---------------------- | ---------------------- | ---------------------- | ---------------------- | ---------------------- | ---------------------- | ---------------------- | ---------------------- | ---------------------- | ---------------------- | ---------------------- | ---------------------- | ---------------------- |
| Ben Maher                                          | Rolette              | Individuell hoppning  | 1                     | =14                   | 4                      | 5                      | =13 Q                  | 0                      | 5                      | 6 Q                    | 0                      | =1 Q                   | 20                     | 20                     | =20                    | 20                     | =20                    |
| Nick Skelton                                       | Russel               | Individuell hoppning  | 1                     | =14                   | 8                      | 9                      | =22 Q                  | 13                     | 22                     | =31 Q                  | 12                     | 29                     | Gick inte vidare       | Gick inte vidare       | Gick inte vidare       | 12                     | 29                     |
| Tim Stockdale                                      | Fresh Direct Corlato | Individuell hoppning  | 4                     | =30                   | 4                      | 8                      | =16 Q                  | 8                      | 16                     | =18 Q                  | 0                      | =1 Q                   | 16                     | 16                     | =17                    | 16                     | =16                    |
| John Whitaker                                      | Peppermill           | Individuell hoppning  | 5                     | =39                   | Drog sig ur – Lam häst | Drog sig ur – Lam häst | Drog sig ur – Lam häst | Drog sig ur – Lam häst | Drog sig ur – Lam häst | Drog sig ur – Lam häst | Drog sig ur – Lam häst | Drog sig ur – Lam häst | Drog sig ur – Lam häst | Drog sig ur – Lam häst | Drog sig ur – Lam häst | Drog sig ur – Lam häst | Drog sig ur – Lam häst |
| Michael Whitaker                                   | Suncal Portofino 63  | Individuell hoppning  | Withdrew – Lame horse | Withdrew – Lame horse | Withdrew – Lame horse  | Withdrew – Lame horse  | Withdrew – Lame horse  | Withdrew – Lame horse  | Withdrew – Lame horse  | Withdrew – Lame horse  | Withdrew – Lame horse  | Withdrew – Lame horse  | Withdrew – Lame horse  | Withdrew – Lame horse  | Withdrew – Lame horse  | Withdrew – Lame horse  | Withdrew – Lame horse  |
| Ben Maher Nick Skelton Tim Stockdale John Whitaker | Se ovan              | Lagtävling i hoppning | i.u.                  | i.u.                  | i.u.                   | i.u.                   | i.u.                   | i.u.                   | i.u.                   | i.u.                   | 16                     | =4                     | 21                     | 37                     | 7                      | 37                     | 7*                     |

## Rodd
Herrar
| Idrottare | Gren                        | Heat       | Heat      | Återkval | Återkval  | Kvartsfinal | Kvartsfinal | Semifinal | Semifinal | Final   | Final     | Final |
| Idrottare | Gren                        | Tid        | Placering | Tid      | Placering | Tid         | Placering   | Tid       | Placering | Tid     | Placering |       |
| --- | --------------------------- | ---------- | --------- | -------- | --------- | ----------- | ----------- | --------- | --------- | ------- | --------- | ----- |
| Alan Campbell | Singelsculler               | 7:14,98    | 1 QF      | i.u.     | i.u.      | 6:52,74     | 2 SA/B      | 7:05,24   | 2 FA      | 7:04,47 | 5         |       |
| Robin Bourne-Taylor Tom Solesbury | Tvåa utan styrman           | 6:59,48    | 4 R       | 6:41,43  | 4 FC      | i.u.        | i.u.        | BYE       | BYE       | 6:46,83 | 13        |       |
| Stephen Rowbotham Matt Wells | Dubbelsculler               | 6:26,33    | 1 SA/B    | BYE      | BYE       | i.u.        | i.u.        | 6:21,15   | 3 FA      | 6:29,10 | 3         |       |
| Mark Hunter Zac Purchase | Lättvikts-dubbelsculler     | 6:13,69 OB | 1 SA/B    | BYE      | BYE       | i.u.        | i.u.        | 6:29,56   | 1 FA      | 6:10,99 | 1         |       |
| Tom James Peter Reed Andrew Triggs-Hodge Steve Williams                                                                                    | Fyra utan styrman           | 6:00,59    | 1 SA/B    | BYE      | BYE       | i.u.        | i.u.        | 5:54,77   | 1 FA      | 6:06,57 | 1         |       |
| Richard Chambers James Clarke James Lindsay-Fynn Paul Mattick                                                                              | Lättvikts-fyra utan styrman | 5:52,38    | 2 SA/B    | BYE      | BYE       | i.u.        | i.u.        | 6:08,75   | 3 FA      | 5:52,12 | 5         |       |
| Richard Egington Alastair Heathcote Matthew Langridge Tom Lucy Acer Nethercott (styrman) Alex Partridge Colin Smith Tom Stallard Josh West | Åtta med styrman            | 5:25,86    | 1 FA      | BYE      | BYE       | i.u.        | i.u.        | i.u.      | i.u.      | 5:25,11 | 2         |       |

Damer
| Idrottare | Gren                    | Heat    | Heat      | Återkval | Återkval  | Semifinal | Semifinal | Final   | Final     | Final |
| Idrottare | Gren                    | Tid     | Placering | Tid      | Placering | Tid       | Placering | Tid     | Placering |       |
| --- | ----------------------- | ------- | --------- | -------- | --------- | --------- | --------- | ------- | --------- | ----- |
| Louisa Reeve Olivia Whitlam | Tvåa utan styrman       | 7:29,88 | 3 R       | 7:34,54  | 2 FA      | i.u.      | i.u.      | 7:33,61 | 6         |       |
| Anna Bebington Elise Laverick | Dubbelsculler           | 7:08,65 | 3 R       | 6:54,76  | 1 FA      | i.u.      | i.u.      | 7:07,55 | 3         |       |
| Helen Casey Hester Goodsell | Lättvikts-dubbelsculler | 6:55,23 | 3 R       | 7:24,23  | 1 SA/B    | 7:17,67   | 5 FB      | 7:11,24 | 11        |       |
| Debbie Flood Katherine Grainger Frances Houghton Annie Vernon                                                                              | Scullerfyra             | 6:13,70 | 1 FA      | BYE      | BYE       | i.u.      | i.u.      | 6:17,37 | 2         |       |
| Carla Ashford Jessica Eddie Katie Greves Natasha Howard* Alison Knowles* Caroline O'Connor (cox) Natasha Page Beth Rodford Sarah Winckless | Åtta med styrman        | 6:08,68 | 2 R       | 6:12,10  | 3 FA      | i.u.      | i.u.      | 6:13,74 | 5         |       |

## Segling
Herrar
| Seglare                        | Gren    | Lopp | Lopp | Lopp | Lopp | Lopp | Lopp | Lopp | Lopp   | Lopp | Lopp | Lopp | Summerad poäng | Finalplacering |
| Seglare                        | Gren    | 1    | 2    | 3    | 4    | 5    | 6    | 7    | 8      | 9    | 10   | M*   | Summerad poäng | Finalplacering |
| ------------------------------ | ------- | ---- | ---- | ---- | ---- | ---- | ---- | ---- | ------ | ---- | ---- | ---- | -------------- | -------------- |
| Nick Dempsey                   | RS:X    | 11   | 9    | 3    | 2    | 1    | 7    | 17   | 5      | 3    | 5    | 14   | 60             | 4              |
| Paul Goodison                  | Laser   | 15   | 2    | 15   | 1    | 9    | 7    | 1    | 4      | 6    | CAN  | 18   | 63             | 1              |
| Jonathan Glanfield Nick Rogers | 470     | 19   | 5    | 1    | 4    | 9    | 6    | 20   | 30 OCS | 2    | 3    | 6    | 75             | 2              |
| Iain Percy Andrew Simpson      | Starbåt | 7    | 13   | 3    | 5    | 8    | 2    | 1    | 1      | 2    | 6    | 14   | 49             | 1              |

M = Medaljlopp; EL = Eliminerad – gick inte vidare till medaljloppet;
Damer
| Seglare                             | Gren         | Lopp   | Lopp | Lopp | Lopp | Lopp   | Lopp | Lopp | Lopp | Lopp | Lopp | Lopp | Summerad poäng | Finalplacering |
| Seglare                             | Gren         | 1      | 2    | 3    | 4    | 5      | 6    | 7    | 8    | 9    | 10   | M*   | Summerad poäng | Finalplacering |
| ----------------------------------- | ------------ | ------ | ---- | ---- | ---- | ------ | ---- | ---- | ---- | ---- | ---- | ---- | -------------- | -------------- |
| Bryony Shaw                         | RS:X         | 4      | 3    | 11   | 6    | 28 OCS | 6    | 5    | 3    | 1    | 2    | 4    | 45             | 3              |
| Penny Clark                         | Laser radial | 2      | 22   | 1    | 22   | 3      | 17   | 18   | 23   | 13   | CAN  | 14   | 112            | 10             |
| Christina Bassadone Saskia Clark    | 470          | 20 DSQ | 8    | 3    | 4    | 15     | 13   | 8    | 3    | 15   | 5    | 8    | 82             | 6              |
| Sarah Ayton Sarah Webb Pippa Wilson | Yngling      | 2      | 3    | 4    | 7    | 4      | 2    | 2    | 5    | CAN  | CAN  | 2    | 24             | 1              |

M = Medaljlopp; EL = Eliminerad – gick inte vidare till medaljloppet;
Öppen
| Seglare                    | Gren      | Lopp | Lopp | Lopp | Lopp | Lopp | Lopp | Lopp   | Lopp | Lopp | Lopp | Lopp | Lopp | Lopp | Lopp | Lopp | Lopp | Summerad poäng | Finalplacering |
| Seglare                    | Gren      | 1    | 2    | 3    | 4    | 5    | 6    | 7      | 8    | 9    | 10   | 11   | 12   | 13   | 14   | 15   | M*   | Summerad poäng | Finalplacering |
| -------------------------- | --------- | ---- | ---- | ---- | ---- | ---- | ---- | ------ | ---- | ---- | ---- | ---- | ---- | ---- | ---- | ---- | ---- | -------------- | -------------- |
| Ben Ainslie                | Finnjolle | 10   | 1    | 4    | 1    | 1    | 10   | 2      | 2    | CAN  | CAN  | i.u. | i.u. | i.u. | i.u. | i.u. | 2    | 23             | 1              |
| Stevie Morrison Ben Rhodes | 49er      | 4    | 3    | 5    | 14   | 14   | 15   | 20 OCS | 3    | 2    | 8    | 11   | 15   | CAN  | CAN  | CAN  | 6    | 100            | 9              |
| Will Howden Leigh McMillan | Tornado   | 6    | 8    | 13   | 8    | 14   | 7    | 7      | 2    | 3    | 12   | i.u. | i.u. | i.u. | i.u. | i.u. | 2    | 68             | 6              |

M = Medaljlopp; EL = Eliminerad – gick inte vidare till medaljloppet;

## Simning
- Huvudartikel: Simning vid olympiska sommarspelen 2008

## Simhopp
Herrar
| Idrottare                     | Gren             | Kval   | Kval      | Semifinal        | Semifinal        | Final            | Final            |
| Idrottare                     | Gren             | Poäng  | Placering | Poäng            | Placering        | Poäng            | Placering        |
| ----------------------------- | ---------------- | ------ | --------- | ---------------- | ---------------- | ---------------- | ---------------- |
| Ben Swain                     | 3 m              | 390,30 | 26        | Gick inte vidare | Gick inte vidare | Gick inte vidare | Gick inte vidare |
| Tom Daley                     | 10 m             | 440,40 | 12 Q      | 458,60           | 8 Q              | 463,55           | 7                |
| Peter Waterfield              | 10 m             | 497,65 | 4 Q       | 430,95           | 13               | Gick inte vidare | Gick inte vidare |
| Nick Robinson-Baker Ben Swain | 3 m parhoppning  | i.u.   | i.u.      | i.u.             | i.u.             | 402,36           | 7                |
| Blake Aldridge Tom Daley      | 10 m parhoppning | i.u.   | i.u.      | i.u.             | i.u.             | 408,48           | 8                |

Damer
| Idrottare                 | Gren             | Kval   | Kval      | Semifinal        | Semifinal        | Final            | Final            |
| Idrottare                 | Gren             | Poäng  | Placering | Poäng            | Placering        | Poäng            | Placering        |
| ------------------------- | ---------------- | ------ | --------- | ---------------- | ---------------- | ---------------- | ---------------- |
| Rebecca Gallantree        | 3 m              | 232,75 | 25        | Gick inte vidare | Gick inte vidare | Gick inte vidare | Gick inte vidare |
| Tonia Couch               | 10 m             | 320,40 | 12 Q      | 297,20           | 12 Q             | 328,70           | 8                |
| Stacie Powell             | 10 m             | 313,90 | 14 Q      | 301,75           | 11 Q             | 303,50           | 10               |
| Tandi Gerrard Hayley Sage | 3 m parhoppning  | i.u.   | i.u.      | i.u.             | i.u.             | 278,25           | 8                |
| Tonia Couch Stacie Powell | 10 m parhoppning | i.u.   | i.u.      | i.u.             | i.u.             | 303,48           | 8                |

## Skytte
- Huvudartikel: Skytte vid olympiska sommarspelen 2008

## Taekwondo
| Idrottare       | Gren             | Åttondelsfinaler     | Kvartsfinaler        | Semifinaer            | Återkval             | Bronsmatch           | Final                | Final            |
| Idrottare       | Gren             | Motståndare Resultat | Motståndare Resultat | Motståndare Resultat  | Motståndare Resultat | Motståndare Resultat | Motståndare Resultat | Placering        |
| --------------- | ---------------- | -------------------- | -------------------- | --------------------- | -------------------- | -------------------- | -------------------- | ---------------- |
| Michael Harvey  | Herrarnas −58 kg | Pérez (MEX) L 2–3    | Gick inte vidare     | Gick inte vidare      | Nikpai (AFG) L 1–3   | Gick inte vidare     | Gick inte vidare     | Gick inte vidare |
| Aaron Cook      | Herrarnas −80 kg | Jason (MHL) W 7–0    | Vásquez (VEN) W 5–2  | Sarmiento (ITA) L 5–6 | Bye                  | Zhu G (CHN) L 1–4    | Gick inte vidare     | 5                |
| Sarah Stevenson | Damernas +67 kg  | Dawani (JOR) W 3–2   | Chen Z (CHN) W 2–1*  | Espinoza (MEX) L 1–4  | Bye                  | Abd Rabo (EGY) W 5–1 | Gick inte vidare     | 3                |

## Tennis
| Spelare                  | Gren       | Omgång 1                     | Omgång 2                                | Åttondelsfinaler                  | Kvartsfinaler     | Semifinaler       | Final / BM        | Final / BM       |
| Spelare                  | Gren       | Motståndare Poäng            | Motståndare Poäng                       | Motståndare Poäng                 | Motståndare Poäng | Motståndare Poäng | Motståndare Poäng | Placering        |
| ------------------------ | ---------- | ---------------------------- | --------------------------------------- | --------------------------------- | ----------------- | ----------------- | ----------------- | ---------------- |
| Andy Murray              | Herrsingel | Lu Y-H (TPE) L 6–7(5–7), 4–6 | Gick inte vidare                        | Gick inte vidare                  | Gick inte vidare  | Gick inte vidare  | Gick inte vidare  | Gick inte vidare |
| Andy Murray Jamie Murray | Herrdubbel | i.u.                         | Nestor / Niemeyer (CAN) W 4–6, 6–3, 6–4 | Clément / Llodra (FRA) L 1–6, 3–6 | Gick inte vidare  | Gick inte vidare  | Gick inte vidare  | Gick inte vidare |

## Triathlon
| Triathlet         | Gren                | Simning (1.5 km) | Trans 1 | Cykling (40 km)              | Trans 2                      | Löpning (10 km)              | Total tid                    | Placering                    |
| ----------------- | ------------------- | ---------------- | ------- | ---------------------------- | ---------------------------- | ---------------------------- | ---------------------------- | ---------------------------- |
| Alistair Brownlee | Herrarnas triathlon | 18:11            | 0:27    | 59:05                        | 0:29                         | 32:07                        | 1:50:19                      | 12                           |
| Will Clarke       | Herrarnas triathlon | 18:53            | 0:27    | 58:23                        | 0:31                         | 32:18                        | 1:50:32                      | 14                           |
| Tim Don           | Herrarnas triathlon | 18:54            | 0:26    | Varvad på cykel (eliminerad) | Varvad på cykel (eliminerad) | Varvad på cykel (eliminerad) | Varvad på cykel (eliminerad) | Varvad på cykel (eliminerad) |
| Hollie Avil       | Damernas triathlon  | 20:09            | 0:32    | Fullföljde inte              | Fullföljde inte              | Fullföljde inte              | Fullföljde inte              | Fullföljde inte              |
| Helen Tucker      | Damernas triathlon  | 19:52            | 0:31    | 1:04:17                      | 0:36                         | 37:39                        | 2:02:55                      | 21                           |

## Tyngdlyftning
- Huvudartikel: Tyngdlyftning vid olympiska sommarspelen 2008